# 1 000 Miles de Sebring 2022
Navigation
Édition précédente Édition suivante
Les 1 000 Miles de Sebring 2022 ont été la 2e édition de cette épreuve et la 1re manche du calendrier du Championnat du monde d'endurance FIA 2022. Après avoir eu les éditions de 2020 et 2021 annulées pour cause de Pandémie de Covid-19, cette édition s'est déroulée le 18 mars 2022 dans le cadre du week-end des 12 Heures de Sebring. Le fait d'avoir ces deux courses majeures du Championnat du monde d'endurance et du WeatherTech SportsCar Championship lors d'une même semaine sur le même circuit font qu'il est plus communément dit que ces courses font partie du Super Sebring.

## Engagés
La liste officielle des engagés était composée de 36 voitures, dont 4 en Hypercar, 15 en LMP2, 5 en GTE Pro et 12 en GTE Am. Pour cause de Covid 19, le pilote de l'Oreca 07 n°34 de l'écurie polonaise Inter Europol Competition Alex Brundle avait dû renoncer à participer à l'épreuve. Il avait été remplacé par le pilote suisse Fabio Scherer.

## Circuit

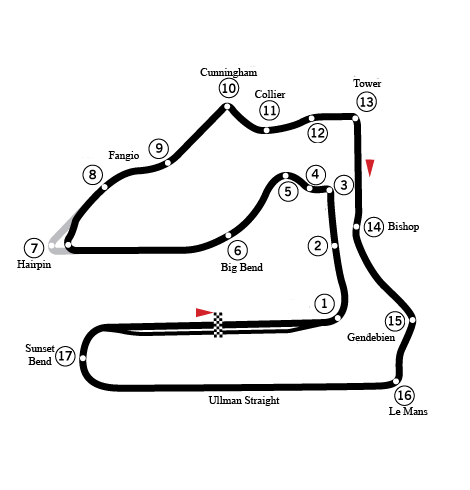
Le Sebring International Raceway, cadre des 1000 Miles de Sebring 2022.

Le Sebring International Raceway est un circuit automobile situé à Sebring, en Floride, aux États-Unis.
D'une longueur de 6,019 km, il comprend dix-sept virages, avec de longues lignes droites. Une partie du circuit utilise encore aujourd'hui les pistes d'atterrissage faites de plaques de béton de l'ancien aéroport militaire. Un hôtel est situé sur le site même.

## Qualifications
| Pos. | Classe    | N°  | Écurie                    | Pilote                 | Temps          | Écart      | Grille |
| ---- | --------- | --- | ------------------------- | ---------------------- | -------------- | ---------- | ------ |
| 1    | Hypercar  | 36  | Alpine Elf Team           | Nicolas Lapierre       | 1 min 47 s 407 | -          | 1      |
| 2    | Hypercar  | 708 | Glickenhaus Racing        | Olivier Pla            | 1 min 48 s 741 | + 1 s 334  | 2      |
| 3    | LMP2      | 83  | AF Corse                  | Nicklas Nielsen        | 1 min 49 s 014 | + 1 s 607  | 3      |
| 4    | Hypercar  | 8   | Toyota Gazoo Racing       | Brendon Hartley        | 1 min 49 s 217 | + 1 s 810  | 4      |
| 5    | LMP2      | 22  | United Autosports USA     | Filipe Albuquerque     | 1 min 49 s 388 | + 1 s 981  | 5      |
| 6    | LMP2      | 23  | United Autosports USA     | Paul di Resta          | 1 min 49 s 510 | +2 s 103   | 6      |
| 7    | Hypercar  | 7   | Toyota Gazoo Racing       | José María López       | 1 min 49 s 581 | +2 s 174   | 7      |
| 8    | LMP2      | 31  | WRT                       | René Rast              | 1 min 49 s 670 | +2 s 263   | 8      |
| 9    | LMP2      | 41  | Realteam by WRT           | Ferdinand Habsburg     | 1 min 49 s 688 | +2 s 281   | 9      |
| 10   | LMP2      | 9   | Prema ORLEN Team          | Robert Kubica          | 1 min 50 s 057 | +2 s 650   | 10     |
| 11   | LMP2      | 28  | Jota                      | Jonathan Aberdein      | 1 min 50 s 178 | +2 s 771   | 11     |
| 12   | LMP2      | 38  | Jota                      | António Félix da Costa | 1 min 50 s 596 | +3 s 189   | 12     |
| 13   | LMP2      | 5   | Team Penske               | Dane Cameron           | 1 min 50 s 629 | +3 s 222   | 13     |
| 14   | LMP2      | 1   | Richard Mille Racing Team | Charles Milesi         | 1 min 50 s 916 | +3 s 509   | 14     |
| 15   | LMP2      | 35  | Ultimate                  | Matthieu Lahaye        | 1 min 50 s 954 | +3 s 547   | 15     |
| 16   | LMP2      | 10  | Vector Sport              | Nico Müller            | 1 min 50 s 955 | +3 s 548   | 16     |
| 17   | LMP2      | 44  | ARC Bratislava            | Mathias Beche          | 1 min 51 s 182 | +3 s 775   | 17     |
| 18   | LMP2      | 45  | Algarve Pro Racing        | James Allen            | 1 min 51 s 332 | +3 s 925   | 18     |
| 19   | LMGTE Pro | 92  | Porsche GT Team           | Michael Christensen    | 1 min 57 s 233 | +9 s 826   | 19     |
| 20   | LMGTE Pro | 91  | Porsche GT Team           | Gianmaria Bruni        | 1 min 57 s 383 | +9 s 976   | 20     |
| 21   | LMGTE Pro | 64  | Corvette Racing           | Nick Tandy             | 1 min 57 s 696 | + 10 s 289 | 21     |
| 22   | LMGTE Am  | 33  | TF Sport                  | Ben Keating            | 1 min 59 s 204 | + 11 s 797 | 22     |
| 23   | LMGTE Pro | 51  | AF Corse                  | James Calado           | 1 min 59 s 299 | + 11 s 892 | 23     |
| 24   | LMGTE Pro | 52  | AF Corse                  | Antonio Fuoco          | 1 min 59 s 388 | + 11 s 981 | 24     |
| 25   | LMGTE Am  | 98  | NorthWest AMR             | Paul Dalla Lana        | 2 min 00 s 570 | + 13 s 163 | 25     |
| 26   | LMGTE Am  | 56  | Team Project 1            | Brendan Iribe          | 2 min 00 s 649 | + 13 s 242 | 26     |
| 27   | LMGTE Am  | 85  | Iron Dames                | Sarah Bovy             | 2 min 01 s 140 | + 13 s 733 | 27     |
| 28   | LMGTE Am  | 777 | D'Station Racing          | Satoshi Hoshino        | 2 min 01 s 379 | + 13 s 972 | 28     |
| 29   | LMGTE Am  | 77  | Dempsey-Proton Racing     | Christian Ried         | 2 min 02 s 079 | + 14 s 672 | 29     |
| 30   | LMGTE Am  | 54  | AF Corse                  | Thomas Flohr           | 2 min 02 s 264 | + 14 s 857 | 30     |
| 31   | LMGTE Am  | 71  | Spirit of Race            | Franck Dezoteux        | 2 min 02 s 800 | + 15 s 393 | 31     |
| 32   | LMGTE Am  | 21  | AF Corse                  | Christoph Ulrich       | 2 min 03 s 116 | + 15 s 709 | 32     |
| 33   | LMGTE Am  | 88  | Dempsey-Proton Racing     | Fred Poordad           | 2 min 03 s 560 | + 16 s 153 | 33     |
| 34   | LMGTE Am  | 60  | Iron Lynx                 | Claudio Schiavoni      | 2 min 03 s 726 | + 16 s 319 | 34     |
| 35   | LMGTE Am  | 46  | Team Project 1            |                        | Pas de temps   | —          | 35     |
| 36   | LMP2      | 34  | Inter Europol Competition |                        | Pas de temps   | —          | 36     |

## Course

### Classement de la course
Voici le classement officiel au terme de la course.
- Les premiers de chaque catégorie du championnat du monde sont signalés par un fond jaune.
- Pour la colonne Pneus, il faut passer le curseur au-dessus du modèle pour connaître le manufacturier de pneumatiques.

| Pos  | Classe    | no  | Écurie                    | Pilotes                                                | Châssis                        | Pneus | Tours | Temps               |
| Pos  | Classe    | no  | Écurie                    | Pilotes                                                | Moteur                         | Pneus | Tours | Temps               |
| ---- | --------- | --- | ------------------------- | ------------------------------------------------------ | ------------------------------ | ----- | ----- | ------------------- |
| 1    | Hypercar  | 36  | Alpine Elf Team           | André Negrão Nicolas Lapierre Matthieu Vaxiviere       | Alpine A480                    | M     | 194   | 7 h 15 min 37 s 293 |
| 1    | Hypercar  | 36  | Alpine Elf Team           | André Negrão Nicolas Lapierre Matthieu Vaxiviere       | Gibson GK458 4,5 L V8 Atmo     | M     | 194   | 7 h 15 min 37 s 293 |
| 2    | Hypercar  | 8   | Toyota Gazoo Racing       | Sébastien Buemi Brendon Hartley Ryō Hirakawa           | Toyota GR010 Hybrid            | M     | 194   | + 37 s 466          |
| 2    | Hypercar  | 8   | Toyota Gazoo Racing       | Sébastien Buemi Brendon Hartley Ryō Hirakawa           | Toyota 3,5 L V6 Bi-Turbo       | M     | 194   | + 37 s 466          |
| 3    | Hypercar  | 708 | Glickenhaus Racing        | Olivier Pla Romain Dumas Ryan Briscoe                  | SCG 007                        | M     | 193   | + 1 tour            |
| 3    | Hypercar  | 708 | Glickenhaus Racing        | Olivier Pla Romain Dumas Ryan Briscoe                  | Glickenhaus 3,5 L V8 Turbo     | M     | 193   | + 1 tour            |
| 4    | LMP2      | 23  | United Autosports USA     | Paul di Resta Oliver Jarvis Josh Pierson               | Oreca 07                       | G     | 192   | + 2 tours           |
| 4    | LMP2      | 23  | United Autosports USA     | Paul di Resta Oliver Jarvis Josh Pierson               | Gibson GK428 4,2 L V8 Atmo     | G     | 192   | + 2 tours           |
| 5    | LMP2      | 31  | Team WRT                  | Sean Gelael Robin Frijns René Rast                     | Oreca 07                       | G     | 192   | + 2 tours           |
| 5    | LMP2      | 31  | Team WRT                  | Sean Gelael Robin Frijns René Rast                     | Gibson GK428 4,2 L V8 Atmo     | G     | 192   | + 2 tours           |
| 6    | LMP2      | 41  | Realteam by WRT           | Rui Andrade Ferdinand Habsburg Norman Nato             | Oreca 07                       | G     | 192   | + 2 tours           |
| 6    | LMP2      | 41  | Realteam by WRT           | Rui Andrade Ferdinand Habsburg Norman Nato             | Gibson GK428 4,2 L V8 Atmo     | G     | 192   | + 2 tours           |
| 7    | LMP2      | 9   | Prema ORLEN Team          | Robert Kubica Louis Delétraz Lorenzo Colombo           | Oreca 07                       | G     | 192   | + 2 tours           |
| 7    | LMP2      | 9   | Prema ORLEN Team          | Robert Kubica Louis Delétraz Lorenzo Colombo           | Gibson GK428 4,2 L V8 Atmo     | G     | 192   | + 2 tours           |
| 8    | LMP2      | 28  | Jota                      | Oliver Rasmussen Ed Jones Jonathan Aberdein            | Oreca 07                       | G     | 192   | + 2 tours           |
| 8    | LMP2      | 28  | Jota                      | Oliver Rasmussen Ed Jones Jonathan Aberdein            | Gibson GK428 4,2 L V8 Atmo     | G     | 192   | + 2 tours           |
| 9    | LMP2      | 38  | Jota                      | Roberto Gonzalez António Félix da Costa Will Stevens   | Oreca 07                       | G     | 192   | + 2 tours           |
| 9    | LMP2      | 38  | Jota                      | Roberto Gonzalez António Félix da Costa Will Stevens   | Gibson GK428 4,2 L V8 Atmo     | G     | 192   | + 2 tours           |
| 10   | LMP2      | 22  | United Autosports USA     | Phil Hanson Filipe Albuquerque Will Owen               | Oreca 07                       | G     | 192   | + 2 tours           |
| 10   | LMP2      | 22  | United Autosports USA     | Phil Hanson Filipe Albuquerque Will Owen               | Gibson GK428 4,2 L V8 Atmo     | G     | 192   | + 2 tours           |
| 11   | LMP2      | 5   | Team Penske               | Dane Cameron Emmanuel Collard Felipe Nasr              | Oreca 07                       | G     | 192   | + 2 tours           |
| 11   | LMP2      | 5   | Team Penske               | Dane Cameron Emmanuel Collard Felipe Nasr              | Gibson GK428 4,2 L V8 Atmo     | G     | 192   | + 2 tours           |
| 12   | LMP2      | 83  | AF Corse                  | François Perrodo Nicklas Nielsen Alessio Rovera        | Oreca 07                       | G     | 191   | + 3 tours           |
| 12   | LMP2      | 83  | AF Corse                  | François Perrodo Nicklas Nielsen Alessio Rovera        | Gibson GK428 4,2 L V8 Atmo     | G     | 191   | + 3 tours           |
| 13   | LMP2      | 35  | Ultimate                  | Jean-Baptiste Lahaye Matthieu Lahaye François Hériau   | Oreca 07                       | G     | 190   | + 4 tours           |
| 13   | LMP2      | 35  | Ultimate                  | Jean-Baptiste Lahaye Matthieu Lahaye François Hériau   | Gibson GK428 4,2 L V8 Atmo     | G     | 190   | + 4 tours           |
| 14   | LMP2      | 45  | Algarve Pro Racing        | Steven Thomas James Allen René Binder                  | Oreca 07                       | G     | 190   | + 4 tours           |
| 14   | LMP2      | 45  | Algarve Pro Racing        | Steven Thomas James Allen René Binder                  | Gibson GK428 4,2 L V8 Atmo     | G     | 190   | + 4 tours           |
| 15   | LMP2      | 1   | Richard Mille Racing Team | Lilou Wadoux Sébastien Ogier Charles Milesi            | Oreca 07                       | G     | 189   | + 5 tours           |
| 15   | LMP2      | 1   | Richard Mille Racing Team | Lilou Wadoux Sébastien Ogier Charles Milesi            | Gibson GK428 4,2 L V8 Atmo     | G     | 189   | + 5 tours           |
| 16   | LMP2      | 44  | ARC Bratislava            | Miroslav Konôpka Mathias Beche Tijmen van der Helm     | Oreca 07                       | G     | 188   | + 6 tours           |
| 16   | LMP2      | 44  | ARC Bratislava            | Miroslav Konôpka Mathias Beche Tijmen van der Helm     | Gibson GK428 4,2 L V8 Atmo     | G     | 188   | + 6 tours           |
| 17   | LMGTE Pro | 92  | Porsche GT Team           | Michael Christensen Kévin Estre                        | Porsche 911 RSR-19             | M     | 183   | + 11 tours          |
| 17   | LMGTE Pro | 92  | Porsche GT Team           | Michael Christensen Kévin Estre                        | Porsche 4,0 L Flat-6 Atmo      | M     | 183   | + 11 tours          |
| 18   | LMGTE Pro | 64  | Corvette Racing           | Tommy Milner Nick Tandy                                | Chevrolet Corvette C8.R        | M     | 183   | + 11 tours          |
| 18   | LMGTE Pro | 64  | Corvette Racing           | Tommy Milner Nick Tandy                                | Chevrolet 5,5 L V8 Atmo        | M     | 183   | + 11 tours          |
| 19   | LMGTE Pro | 91  | Porsche GT Team           | Gianmaria Bruni Richard Lietz                          | Porsche 911 RSR-19             | M     | 183   | + 11 tours          |
| 19   | LMGTE Pro | 91  | Porsche GT Team           | Gianmaria Bruni Richard Lietz                          | Porsche 4,0 L Flat-6 Atmo      | M     | 183   | + 11 tours          |
| 20   | LMGTE Pro | 51  | AF Corse                  | Alessandro Pier Guidi James Calado                     | Ferrari 488 GTE Evo            | M     | 183   | + 11 tours          |
| 20   | LMGTE Pro | 51  | AF Corse                  | Alessandro Pier Guidi James Calado                     | Ferrari F154CB 3,9 L V8 Turbo  | M     | 183   | + 11 tours          |
| 21   | LMGTE Am  | 98  | NorthWest AMR             | Paul Dalla Lana David Pittard Nicki Thiim              | Aston Martin Vantage AMR       | M     | 180   | + 14 tours          |
| 21   | LMGTE Am  | 98  | NorthWest AMR             | Paul Dalla Lana David Pittard Nicki Thiim              | Aston Martin 4,0 L V8 Bi-Turbo | M     | 180   | + 14 tours          |
| 22   | LMGTE Pro | 52  | AF Corse                  | Miguel Molina Antonio Fuoco                            | Ferrari 488 GTE Evo            | M     | 180   | + 14 tours          |
| 22   | LMGTE Pro | 52  | AF Corse                  | Miguel Molina Antonio Fuoco                            | Ferrari F154CB 3,9 L V8 Turbo  | M     | 180   | + 14 tours          |
| 23   | LMGTE Am  | 33  | TF Sport                  | Ben Keating Florian Latorre Marco Sørensen             | Aston Martin Vantage AMR       | M     | 180   | + 14 tours          |
| 23   | LMGTE Am  | 33  | TF Sport                  | Ben Keating Florian Latorre Marco Sørensen             | Aston Martin 4,0 L V8 Bi-Turbo | M     | 180   | + 14 tours          |
| 24   | LMGTE Am  | 56  | Team Project 1            | Brendan Iribe Ollie Millroy Ben Barnicoat              | Porsche 911 RSR-19             | M     | 180   | + 14 tours          |
| 24   | LMGTE Am  | 56  | Team Project 1            | Brendan Iribe Ollie Millroy Ben Barnicoat              | Porsche 4,0 L Flat-6 Atmo      | M     | 180   | + 14 tours          |
| 25   | LMGTE Am  | 77  | Dempsey-Proton Racing     | Christian Ried Sebastian Priaulx Harry Tincknell       | Porsche 911 RSR-19             | M     | 180   | + 14 tours          |
| 25   | LMGTE Am  | 77  | Dempsey-Proton Racing     | Christian Ried Sebastian Priaulx Harry Tincknell       | Porsche 4,0 L Flat-6 Atmo      | M     | 180   | + 14 tours          |
| 26   | LMGTE Am  | 85  | Iron Dames                | Rahel Frey Michelle Gatting Sarah Bovy                 | Ferrari 488 GTE Evo            | M     | 179   | + 15 tours          |
| 26   | LMGTE Am  | 85  | Iron Dames                | Rahel Frey Michelle Gatting Sarah Bovy                 | Ferrari F154CB 3,9 L V8 Turbo  | M     | 179   | + 15 tours          |
| 27   | LMGTE Am  | 777 | D'Station Racing          | Satoshi Hoshino Tomonobu Fujii Charlie Fagg            | Aston Martin Vantage AMR       | M     | 179   | + 15 tours          |
| 27   | LMGTE Am  | 777 | D'Station Racing          | Satoshi Hoshino Tomonobu Fujii Charlie Fagg            | Aston Martin 4,0 L V8 Bi-Turbo | M     | 179   | + 15 tours          |
| 28   | LMGTE Am  | 21  | AF Corse                  | Simon Mann Christoph Ulrich Toni Vilander              | Ferrari 488 GTE Evo            | M     | 178   | + 16 tours          |
| 28   | LMGTE Am  | 21  | AF Corse                  | Simon Mann Christoph Ulrich Toni Vilander              | Ferrari F154CB 3,9 L V8 Turbo  | M     | 178   | + 16 tours          |
| 29   | LMGTE Am  | 60  | Iron Lynx                 | Claudio Schiavoni Matteo Cressoni Giancarlo Fisichella | Ferrari 488 GTE Evo            | M     | 178   | + 16 tours          |
| 29   | LMGTE Am  | 60  | Iron Lynx                 | Claudio Schiavoni Matteo Cressoni Giancarlo Fisichella | Ferrari F154CB 3,9 L V8 Turbo  | M     | 178   | + 16 tours          |
| 30   | LMGTE Am  | 54  | AF Corse                  | Thomas Flohr Francesco Castellacci Nick Cassidy        | Ferrari 488 GTE Evo            | M     | 178   | + 16 tours          |
| 30   | LMGTE Am  | 54  | AF Corse                  | Thomas Flohr Francesco Castellacci Nick Cassidy        | Ferrari F154CB 3,9 L V8 Turbo  | M     | 178   | + 16 tours          |
| 31   | LMP2      | 34  | Inter Europol Competition | Jakub Śmiechowski Fabio Scherer Esteban Gutiérrez      | Oreca 07                       | G     | 177   | + 17 tours          |
| 31   | LMP2      | 34  | Inter Europol Competition | Jakub Śmiechowski Fabio Scherer Esteban Gutiérrez      | Gibson GK428 4,2 L V8 Atmo     | G     | 177   | + 17 tours          |
| 32   | LMGTE Am  | 88  | Dempsey-Proton Racing     | Fred Poordad Patrick Lindsey Julien Andlauer           | Porsche 911 RSR-19             | M     | 169   | + 25 tours          |
| 32   | LMGTE Am  | 88  | Dempsey-Proton Racing     | Fred Poordad Patrick Lindsey Julien Andlauer           | Porsche 4,0 L Flat-6 Atmo      | M     | 169   | + 25 tours          |
| 33   | LMP2      | 10  | Vector Sport              | Nico Müller Ryan Cullen Mike Rockenfeller              | Oreca 07                       | G     | 157   | + 37 tours          |
| 33   | LMP2      | 10  | Vector Sport              | Nico Müller Ryan Cullen Mike Rockenfeller              | Gibson GK428 4,2 L V8 Atmo     | G     | 157   | + 37 tours          |
| Nc.  | LMGTE Am  | 71  | Spirit of Race            | Franck Dezoteux Pierre Ragues Gabriel Aubry            | Ferrari 488 GTE Evo            | M     | 122   |                     |
| Nc.  | LMGTE Am  | 71  | Spirit of Race            | Franck Dezoteux Pierre Ragues Gabriel Aubry            | Ferrari F154CB 3,9 L V8 Turbo  | M     | 122   |                     |
| Nc.  | LMGTE Am  | 46  | Team Project 1            | Matteo Cairoli Mikkel Pedersen Nicolas Leutwiler       | Porsche 911 RSR-19             | M     | 86    |                     |
| Nc.  | LMGTE Am  | 46  | Team Project 1            | Matteo Cairoli Mikkel Pedersen Nicolas Leutwiler       | Porsche 4,0 L Flat-6 Atmo      | M     | 86    |                     |
| Abd. | Hypercar  | 7   | Toyota Gazoo Racing       | Mike Conway Kamui Kobayashi José María López           | Toyota GR010 Hybrid            |       | 111   | Sortie de piste     |
| Abd. | Hypercar  | 7   | Toyota Gazoo Racing       | Mike Conway Kamui Kobayashi José María López           | Toyota 3,5 L V6 Bi-Turbo       |       | 111   | Sortie de piste     |

## Pole position et record du tour
- Pole position :  Nicolas Lapierre (#36 Alpine Elf Team) en 1 min 47 s 404
- Meilleur tour en course :  Matthieu Vaxiviere (#36 Alpine Elf Team) en 1 min 49 s 033

## Tours en tête
- no 36 Alpine A480 - Elf Team : 163 tours (1-23 / 28-49 / 56-75 / 84-101 / 115-194)[5]
- no 708 SCG 007 - Glickenhaus Racing : 3 tours (24-26)
- no 8 Toyota GR010 Hybrid - Toyota Gazoo Racing : 21 tours (27 / 50-55 / 76-83 / 102-103 / 111-114)
- no 7 Toyota GR010 Hybrid - Toyota Gazoo Racing : 7 tours (104-110)

## À noter
- Longueur du circuit : 6,019 km
- Distance parcourue par les vainqueurs : 1 167,686 km